# Barbados flagga
Barbados flagga har tre vertikala band, två blå som representerar havet och ett guldfärgat som representerar stränderna. På guldbandet finns överdelen av en svart treudd. Treudden är havsguden Neptunus vapen, och användes under kolonialtiden både i flaggan och i öns vapen samt på mynt som präglades på ön. I och med självständigheten ersattes treudden med endast överdelen, vilket symboliserar självständigheten och en brytning med det förflutna.
Flaggan antogs officiellt den 30 november 1966, vilket var den dag Barbados blev självständigt. Den var det vinnande bidraget bland 1029 inlämnade förslag till ny nationsflagga, och skapades av teckningsläraren Grantley Prescod. Flaggans proportioner är 2:3.
|       | Pantone | CMYK        |
| ----- | ------- | ----------- |
| Blått | 280c    | 100-70-0-20 |
| Gult  | 123c    | 0-30-90-0   |